# Pachymelania byronensis
Pachymelania byronensis là một loài ốc biển, là động vật thân mềm chân bụng sống ở biển thuộc họ Thiaridae.